# モニカ・マーティン

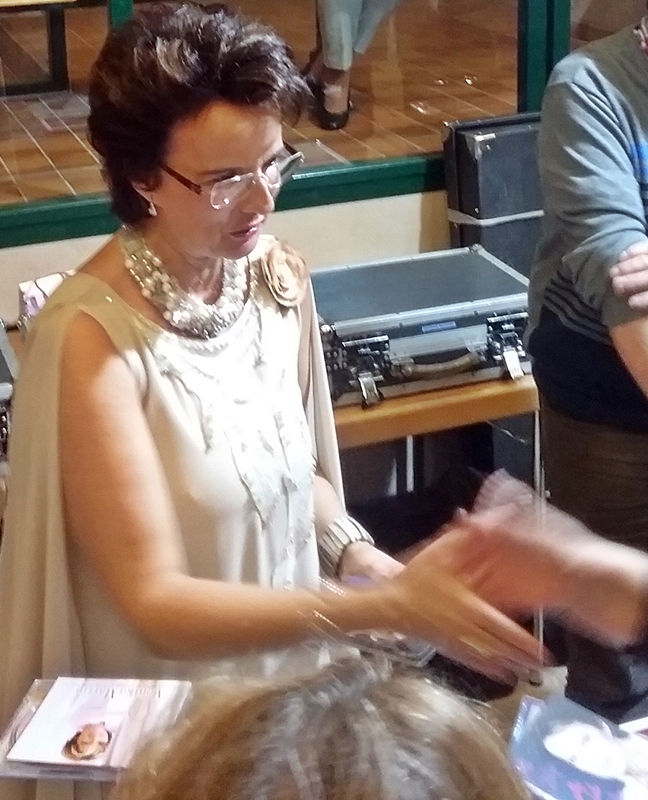
モニカ・マーティン

モニカ・マーティン（Monika Martin、1962年5月7日 - ）は、オーストリア共和国グラーツ出身の女性歌手。エコー賞 最優秀フォーク・アーティスト/グループ賞など数多く受賞している。